# ASK Kastavac
ASK Kastavac, hrvatski automobilistički klub iz Kastva. U Ribniku kod Ozlja organizira natjecanje u autocrossu. Klub su osnovali entuzijasti ljubitelji automobilističke discipline autocrossa. Vozači ASK Kastavca osvojili su više naslova klupskih državnih prvaka u autocrossu. Uspješni su bili Robert Grbac, Vigor Grbac, Roberto Zdrinšćak, Robert Zrinšćak, Danijel Jurčević, Sanjin Blečić i dr.

## Vanjske poveznice
- Facebook